# Bongo jezik
Bongo jezik (ISO 639-3: bot), nilsko-saharski jezik u Južnom Sudanu, kojim govori oko 10 100 ljudi (2000), pripadnika etničke grupe Bongo.
Bongo je jedini predstavnik istoimene podskupine, šire skupine bongo-baka. Ima tri dijalekta: busere bongo, tonj bongo i bungo.

## Vanjske poveznice
- Ethnologue (14th)
- Ethnologue (15th)